# 카스텔누오보파라노
카스텔누오보파라노(이탈리아어: Castelnuovo Parano)는 이탈리아 라치오주 프로시노네도에 위치한 코무네다. 로마로부터 남동쪽 120km, 프로시노네로부터 남동쪽 45km 거리에 있다.